# Соломон Ґесснер
Соломон Ґесснер (нім. Salomon Gessner, 1 квітня 1730, Цюрих — 2 березня 1788, там само) — швейцарський поет, художник і графік. Один з найбільших майстрів європейського рококо. Писав німецькою мовою.
Започаткував тематичну і стильову тенденцію у європейській ліриці XVIII ст., для якої характерні пасторальні мотиви.
У 1780 році заснував газету «Zürcher Zeitung» (укр. Цюрихська газета), що видається донині. 